# 白潜
白潜（1918年—1982年11月29日），原名贾宪武，又名尚武，字振仙，河北省南乐县谷金楼乡西小楼村人。辽宁省委书记（当时设有第一书记），辽宁省革命委员会副主任，中共八大代表，第四届全国人大代表。

## 生平
生于小学教员兼中医家庭。幼年丧父，由伯父贾紫岚(贾子岚)抚育成人。7岁时入读伯父创办并任校长的南乐县官庄私立小学。13岁考入县立乡村师范。1935年乡师毕业后，先后执教于官庄私立小学和县中心民校。
解放战争期间，历任冀鲁豫边区八地委书记、四地委书记，领导卫河两岸的整党工作与土地改革，支前参战。
1949年初，白潜率地方干部随二野第五兵团南下江西。1949年5月奉命组建中共鄱阳地委，任地委书记兼军分区政委。1949年8月华东局决定撤销鄱阳地委、行署，原班人马转道西进，到贵州开辟新解放区。1949年9月西进贵州，1949年11月接管安顺，任安顺地委书记兼军分区政委。1952年12月调任中共贵州省委组织部长。不久调任中共中央西南局组织部副部长。
1954年秋奉调中共中央组织部财贸干部处处长、中共中央财贸政治部部务委员、副部长。1960年底调任中共中央东北局委员、东北局财委主任文革中，白潜任中共辽宁省委书记，辽宁省革命委员会副主任，被批斗后，照常主持省委会议，大胆抓工作，敢于领导生产。1976年任中共辽宁省委书记。1979年9月中共辽宁省五届一次全会上当选为省委常委、省委书记。1981年分管省政协工作。后任辽宁省委顾问。在逝世前的两个月，应7个省、地、县党史部门之请，写出近3万字的抗日战争回忆录。为编写好南乐县的党史，他亲笔给同时代的几位健在的原县委负责人写信，提出了大大小小25个应当澄清的问题。1982年11月，白潜突发心脏病逝世，享年64岁。
中共八大代表，第四届全国人大代表。 